# Oenococcus
Els Oenococcus són un gènere de bacteris Gram-positius i catalasa negatiu de la família dels Leuconostocaceae. La primera espècie coneguda d'aquest gènere va ser Oenococcus oeni (que era coneguda com a Leuconostoc oenos fins al 1995). El 2006, es va descobrir unes segona espècie, Oenococcus kitaharae.

## Usos
Oenococcus oeni és l'espècie majoritàriament responsable de la fermentació malolàctica (FML) dels vins, que té com a principals beneficis la desacidificació degut a la conversió de l'àcid L-màlic en L-làctic, una millora organolèptica i una major estabilitat microbiològica dels vins que han dut a terme la FML